# 한세MK
한세MK 주식회사(영어: Hansae MK)는 대한민국의 의류 기업이다.

## 역사
1995년 3월 티비제이 법인으로 설립되어 2000년 12월 엠케이트렌드로 상호를 변경하였으며,2017년 엠케이트렌드에서 현재의 상호로 변경하였다. 2025년 주주배정 유상증자를 실시하였다.

## 논란
- 2019년 12월 김 대표 취임 후 -189억원(2020년), -121억원(2021년), -211억원(2022년), -42억원(2023년)의 영업손실을 기록하였다.[6][7]
- 2020년 회장의 외동딸인 신임대표를 위해 전임 경영자의 재임기간에 누적된 손실을 회계장부상에 최대한 반영해 455억 적자를 내었다.[8]